# Robert Payne Smith
Robert Payne Smith, född den 7 november 1819, död den 31 mars 1895, var en engelsk språkvetenskapsman. 
Payne Smith blev 1857 underbibliotekarie vid Bodleian Library, 1865 professor i teologi i Oxford och 1871 domprost i Canterbury. Han utgav en katalog över de syriska och mandeiska handskrifterna i Bodleian Library (1864) samt Thesaurus syriacus (2 band, 1869-1901, en förkortad upplaga utgiven av Payne Smiths dotter Jessie Margoliouth 1896-98), ett stort syriskt lexikon, vars fullbordan han inte fick uppleva, med mera.